# Amtsgericht Trostberg

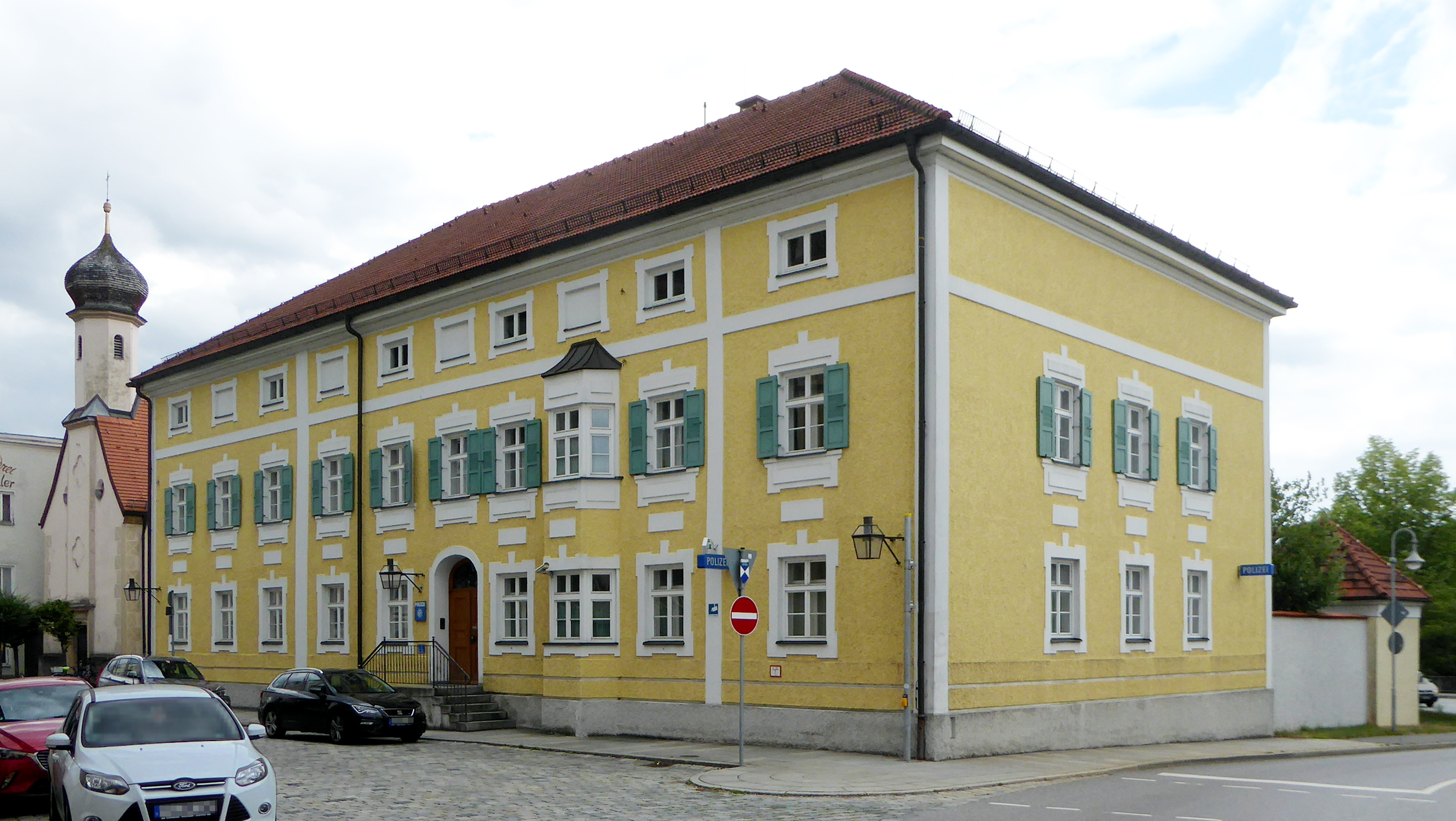
Ehemaliges Amtsgericht

Das Amtsgericht Trostberg war ein von 1879 bis 1973 bestehendes Amtsgericht mit Sitz in Trostberg.

## Geschichte
Bereits 1301 und 1307 wurde in einem herzoglichen Urbar das Gericht (und die Grafschaft) Trostberg genannt. Das herzogliche Landgericht Trostberg, das den nördlichen Teil des heutigen Landkreises Traunstein umfasste, wurde im Jahr 1799 aufgelöst und erst 1803 neu gegliedert. Dabei wurden die Landgerichte Kling und Trostberg zusammengelegt und ein Landgericht älterer Ordnung in Trostberg errichtet.
Anlässlich der Einführung des Gerichtsverfassungsgesetzes am 1. Oktober 1879 wurde ein Amtsgericht zu Trostberg errichtet, dessen Sprengel aus dem gesamten Bezirk des gleichzeitig aufgehobenen Landgerichts Trostberg mit den Orten Albertaich, Altenmarkt an der Alz, Breitbrunn am Chiemsee, Chiemsee, Eggstätt, Emertsham, Engelsberg, Gstadt am Chiemsee, Kienberg, Kirchstätt, Oberfeldkirchen, Obing, Pittenhart, Rabenden, Schnaitsee, Seebruck, Seeon, Stein an der Traun, Tacherting, Trostberg sowie Waldhausen nebst den vom vorherigen Landgericht Tittmoning abgegebenen Gemeinden Heiligkreuz und Lindach gebildet wurde. Nächsthöhere Instanz war das Landgericht Traunstein.
Am 1. Januar 1900 wurden Breitbrunn, Chiemsee, Eggstätt und Gstadt vom Amtsgerichtsbezirk Trostberg abgetrennt und dem Amtsgerichtsbezirk Prien zugeteilt.
Die am 1. Oktober 1950 aus Gebietsteilen der Gemeinden Palling (Amtsgerichtsbezirk Laufen), Pierling, Traunwalchen (beide Amtsgerichtsbezirk Traunstein) und Stein an der Traun gebildete Gemeinde Traunreut wurde einheitlich dem Amtsgerichtsbezirk Trostberg zugewiesen.
Mit Inkrafttreten des Gesetzes über die Organisation der ordentlichen Gerichte im Freistaat Bayern (GerOrgG) am 1. Juli 1973 wurde das Amtsgericht Trostberg aufgelöst und dessen Bezirk dem Amtsgericht Traunstein zugeteilt.